# الحنكة (العدين)

تعديل مصدري - تعديل

الحنكة هي إحدى قرى عزلة قداس بمديرية العدين التابعة لمحافظة إب، بلغ تعداد سكانها 522 نسمة حسب تعداد اليمن لعام 2004.